# Notoplax facilis
Notoplax facilis is een keverslakkensoort uit de familie van de Acanthochitonidae. De wetenschappelijke naam van de soort is voor het eerst geldig gepubliceerd in 1931 door Iredale & Hull.